# Aiguille droite
Une aiguille droite est un instrument utilisé pour la dissection. L’aiguille droite est généralement en acier, elle est composée d'un manche et d'une pointe. Cet instrument à dissection sert à décérébrer les animaux afin de pouvoir les mettre en état de mort cérébrale.